# 鄰居 (單曲)
《鄰居》是台湾歌手許茹芸於1996年11月17日發行的單曲，此單曲為非賣品。

## 單曲簡介
許茹芸於96年7月16日成立「我和許茹芸的世界」（Valen's Best Friend）歌友會，而這首由她所創作的「鄰居」則作為歌友會會歌。
此張單曲為非賣品市面無發售，惟有加入歌友會，才可得到此單曲，這單曲並作為歌友會的入會証明。
而99年好樂迪與上華唱片合作，舉辦『好樂迪七夕情人活動』，上華將此張單曲重換包裝，作為此活動的贈品。

## 曲目
1、鄰居
曲：許茹芸；詞：許常德；編曲：洪敬堯；製作人：袁惟仁
2、鄰居（KARAOKE）
曲：許茹芸；編曲：洪敬堯